# Vild emmer
Vild emmer (Triticum dicoccoides) är en gräsart som först beskrevs av Friedrich August Körnicke, Paul Friedrich August Ascherson och Karl Otto Robert Peter Paul Graebner, och fick sitt nu gällande namn av Georg August Schweinfurth. Triticum dicoccoides ingår i släktet veten, och familjen gräs. Inga underarter finns listade i Catalogue of Life.

## Bildgalleri

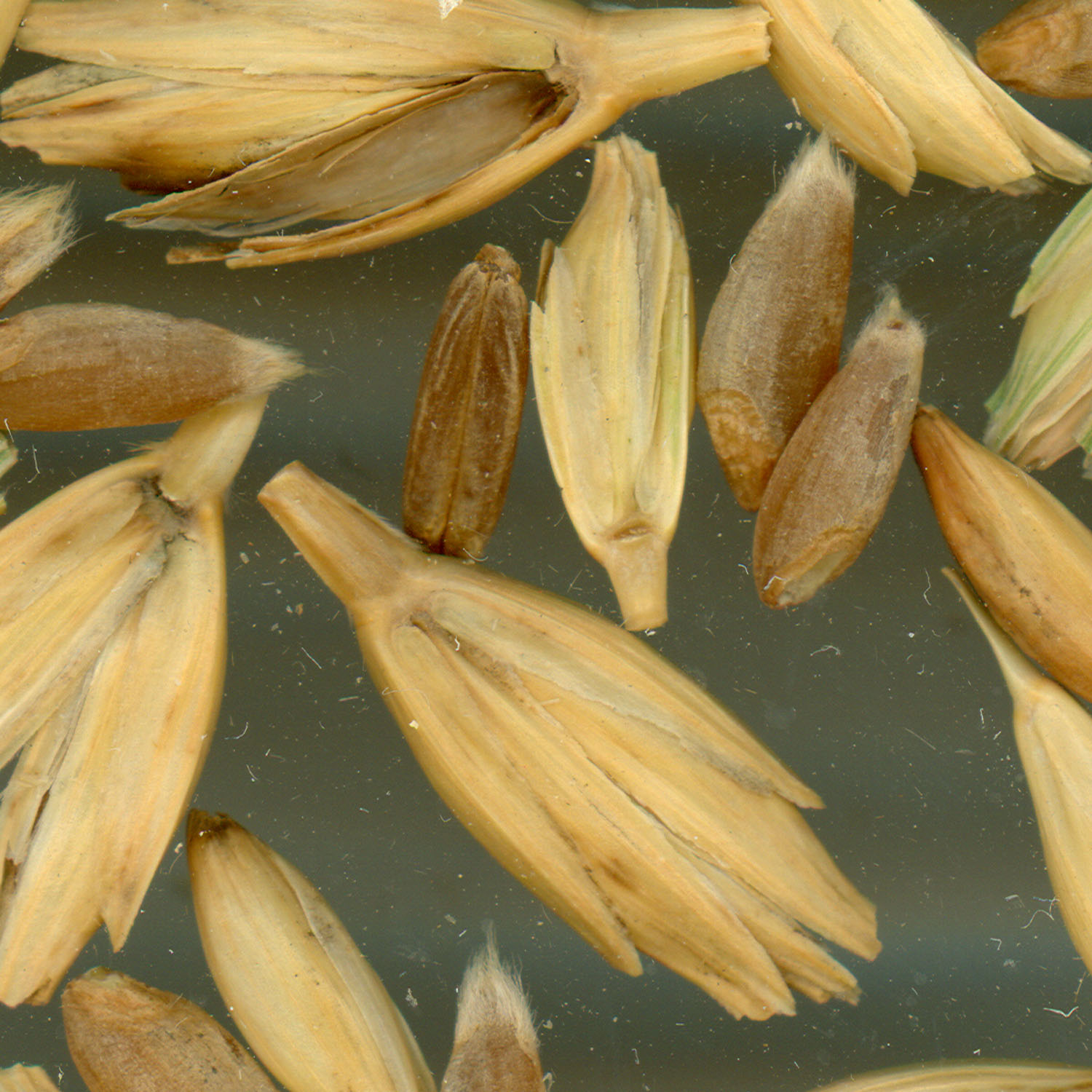